# Margareta Wallenius-Klebergs Pokal
Margareta Wallenius-Klebergs Pokal, i folkmun även Margaretapokalen, tidigare Jubileumspokalen, är ett travlopp över 2140 meter som kördes första gången den 31 juli 1977 på Solvalla. Numera körs loppet i mitten av augusti varje år. Margareta Wallenius-Klebergs Pokal är Solvallas största travevenemang (enskild dag) efter Elitloppet. Utöver Margareta Wallenius-Klebergs Pokal går större lopp som Sto-EM, Big Noon-pokalen och Ahlsell Legends av stapeln under tävlingsdagen.
Sedan 2009 är loppet ett renodlat femåringslopp. Det är det största femåringsloppet i Sverige med 1,5 miljon kronor i förstapris. Det är ett Grupp 1-lopp, det vill säga ett lopp av högsta internationella klass. 2023 bytte loppet namn från Jubileumspokalen till Margareta Wallenius-Klebergs Pokal för att hedra den bortgångna travprofilen Margareta Wallenius-Kleberg.

## Rekord
Zoogin (1995, 1996, 1998) och Gidde Palema (2003, 2004, 2005) är de två som vunnit loppet flest gånger. Stig H. Johansson är den vinstrikaste tränaren i loppet med sina elva segrar (1981, 1984, 1988, 1989, 1990, 1991, 1993, 2000, 2001, 2007, 2010).
I 2002 års upplaga vann Varenne på kilometertiden 1.11,2, vilket fram till och med år 2016 var den snabbaste vinnartiden någonsin i loppet. Nuncio satte nytt rekord i 2016 års upplaga, då han vann på tiden 1.10,7. Nuncios rekord slogs redan 2017 då Readly Express vann på nya världsrekordtiden 1.09,9 över 2140 meter med autostart. Tiden tangerades 2021 då Aetos Kronos segrade på samma tid, men slogs 2022 då San Moteur segrade på tiden 1.09,7, vilket var nytt världsrekord.

## Vinnare
| År   | Häst            | Kusk                  | Tränare               | Odds  | Tid    | Tvåa               | Trea              |
| ---- | --------------- | --------------------- | --------------------- | ----- | ------ | ------------------ | ----------------- |
| 1977 | Charme Asserdal | Heikki Korpi          | Timo Eve              | 4,26  | 1.18,7 | Duke Iran          | Madison Avenue    |
| 1978 | Pershing        | Berndt Lindstedt      | Berndt Lindstedt      | 1,61  | 1.16,3 | Grande Frances     | Diamond Star      |
| 1979 | Pershing        | Berndt Lindstedt      | Berndt Lindstedt      | 1,07  | 1.17,0 | Song Key           | Grande Frances    |
| 1980 | At Risk         | Pekka Korpi           | Pekka Korpi           | 1,31  | 1.15,8 | Delphi Brodda      | Valuable Donut    |
| 1981 | U.S. Tor Viking | Stig H. Johansson     | Stig H. Johansson     | 7,18  | 1.15,3 | Dimma              | Eva Newport       |
| 1982 | Zorrino         | Tommy Hanné           | Tommy Hanné           | 2,14  | 1.14,7 | Nino Blazing       | Parnell           |
| 1983 | Speedy Magnus   | Olle Goop             | Arne Bernardsson      | 8,75  | 1.14,8 | Snack Bar          | Diamant Gelj      |
| 1984 | The Onion       | Stig H. Johansson     | Stig H. Johansson     | 1,16  | 1.12,8 | Gissle             | Lass Safari       |
| 1985 | Minou du Donjon | Olle Goop             | Olle Goop             | 5,57  | 1.13,5 | Brandy Hanover     | Pay Me Quick      |
| 1986 | Callit          | Karl O. Johansson     | Karl O. Johansson     | 7,06  | 1.14,2 | Utah Bulwark       | Viking Hagen      |
| 1987 | Callit          | Karl O. Johansson     | Karl O. Johansson     | 2,12  | 1.14,3 | Big Spender        | Junior Lobell     |
| 1988 | Piper Cub       | Stig H. Johansson     | Stig H. Johansson     | 6,50  | 1.14,8 | Hanzie V.          | Pay Nibs          |
| 1989 | Napoletano      | Stig H. Johansson     | Stig H. Johansson     | 1,14  | 1.14,5 | Tom Pedro          | Hasse Calmon      |
| 1990 | Peace Corps     | Stig H. Johansson     | Stig H. Johansson     | 1,28  | 1.13,4 | Jet Ribb           | Bravo Sund        |
| 1991 | Shogun Lobell   | Stig H. Johansson     | Stig H. Johansson     | 1,79  | 1.14,0 | Quellou            | Billy Håleryd     |
| 1992 | To the Gate     | Antti Teivainen       | Einari Vidgren        | 5,24  | 1.13,4 | Somollison         | Peace Corps       |
| 1993 | Queen L.        | Stig H. Johansson     | Stig H. Johansson     | 2,01  | 1.14,3 | Nordin Hanover     | Pro Crown         |
| 1994 | Bolets Igor     | Lennart Forsgren      | Bengt-Åke Angel       | 7,31  | 1.14,0 | Bicycle            | Go Hammering      |
| 1995 | Zoogin          | Åke Svanstedt         | Åke Svanstedt         | 5,59  | 1.12,7 | Ina Scot           | Activity          |
| 1996 | Zoogin          | Åke Svanstedt         | Åke Svanstedt         | 1,46  | 1.13,2 | Extrem             | Mr Spender        |
| 1997 | Gentle Star     | Gunleif Tollefsen     | Gunleif Tollefsen     | 1,57  | 1.13,1 | Rite On Line       | Dryade des Bois   |
| 1998 | Zoogin          | Åke Svanstedt         | Åke Svanstedt         | 2,67  | 1.13,5 | Echo               | Kramer Boy        |
| 1999 | Edu's Speedy    | Veijo Heiskanen       | Veijo Heiskanen       | 29,91 | 1.13,6 | Fridhems Ambra     | Gill's Victory    |
| 2000 | Victory Tilly   | Stig H. Johansson     | Stig H. Johansson     | 1,92  | 1.11,9 | Varenne            | Gidde Palema      |
| 2001 | Victory Tilly   | Stig H. Johansson     | Stig H. Johansson     | 1,88  | 1.12,9 | Giesolo de Lou     | Igor Brick        |
| 2002 | Varenne         | Giampaolo Minnucci    | Jori Turja            | 1,08  | 1.11,2 | Scarlet Knight     | Etain Royal       |
| 2003 | Gidde Palema    | Åke Svanstedt         | Åke Svanstedt         | 2,65  | 1.11,4 | Flambeau des Pins  | Lass Zefyr        |
| 2004 | Gidde Palema    | Åke Svanstedt         | Åke Svanstedt         | 2,33  | 1.12,1 | Tsar d'Inverne     | Fräkke Frederik   |
| 2005 | Gidde Palema    | Åke Svanstedt         | Åke Svanstedt         | 2,72  | 1.13,0 | Spring Ray         | Steinlager        |
| 2006 | Thai Tanic      | Olle Goop             | Olle Goop             | 43,68 | 1.12,6 | Conny Nobell       | Spring Ray        |
| 2007 | Citation        | Erik Adielsson        | Stig H. Johansson     | 4,09  | 1.12,2 | Going Kronos       | Red Chili Pirat   |
| 2008 | Finders Keepers | Åke Svanstedt         | Åke Svanstedt         | 2,86  | 1.12,3 | Triton Sund        | Colombian Necktie |
| 2009 | Iceland         | Örjan Kihlström       | Stefan Melander       | 5,68  | 1.12,9 | Igor Font          | Quarcio du Chene  |
| 2010 | Nu Pagadi       | Erik Adielsson        | Stig H. Johansson     | 3,55  | 1.11,6 | Noras Bean         | Yarrah Boko       |
| 2011 | Prince Tagg     | Ralf Karlstedt        | Ralf Karlstedt        | 10,22 | 1.12,5 | Sebastian K.       | G.H. Nemo         |
| 2012 | Friction        | Stefan Melander       | Stefan Melander       | 8,13  | 1.12,1 | Wishing Stone      | Raja Mirchi       |
| 2013 | Panne de Moteur | Örjan Kihlström       | Stefan Hultman        | 3,88  | 1.11,6 | Occhione Jet       | Johnny B.Kemp     |
| 2014 | Support Justice | Geir Vegard Gundersen | Geir Vegard Gundersen | 4,05  | 1.11,7 | B.B.S. Sugarlight  | Claes Boko        |
| 2015 | Nimbus C.D.     | Örjan Kihlström       | Stefan Hultman        | 3,18  | 1.11,6 | Papagayo E.        | Ivar Sånna        |
| 2016 | Nuncio          | Örjan Kihlström       | Stefan Melander       | 1,36  | 1.10,7 | Explosive de Vie   | Fire To The Rain  |
| 2017 | Readly Express  | Jorma Kontio          | Timo Nurmos           | 1,80  | 1.09,9 | Twister Bi         | Workout Wonder    |
| 2018 | Makethemark     | Ulf Ohlsson           | Petri Salmela         | 3,92  | 1.10,8 | Milligan's School  | Cyber Lane        |
| 2019 | Who's Who       | Örjan Kihlström       | Pasi Aikio            | 2,06  | 1.11,1 | Milliondollarrhyme | Norton Commander  |
| 2020 | Missle Hill     | Örjan Kihlström       | Daniel Redén          | 4,49  | 1.10,2 | Stoletheshow       | Classichap        |
| 2021 | Aetos Kronos    | Magnus A. Djuse       | Jerry Riordan         | 6,46  | 1.09,9 | Don Fanucci Zet    | Click Bait        |
| 2022 | San Moteur      | Björn Goop            | Björn Goop            | 1,70  | 1.09,7 | Global Badman      | Chiru             |
| 2023 | Francesco Zet   | Örjan Kihlström       | Daniel Redén          | 1,19  | 1.10,5 | Borups Victory     | High On Pepper    |
| 2024 | Bedazzled Sox   | Claes Sjöström        | Roger Walmann         | 3,51  | 1.10,1 | Double Deceiver    | Coquaholy         |